# Biserica Sfinții Arhangheli din Leauț

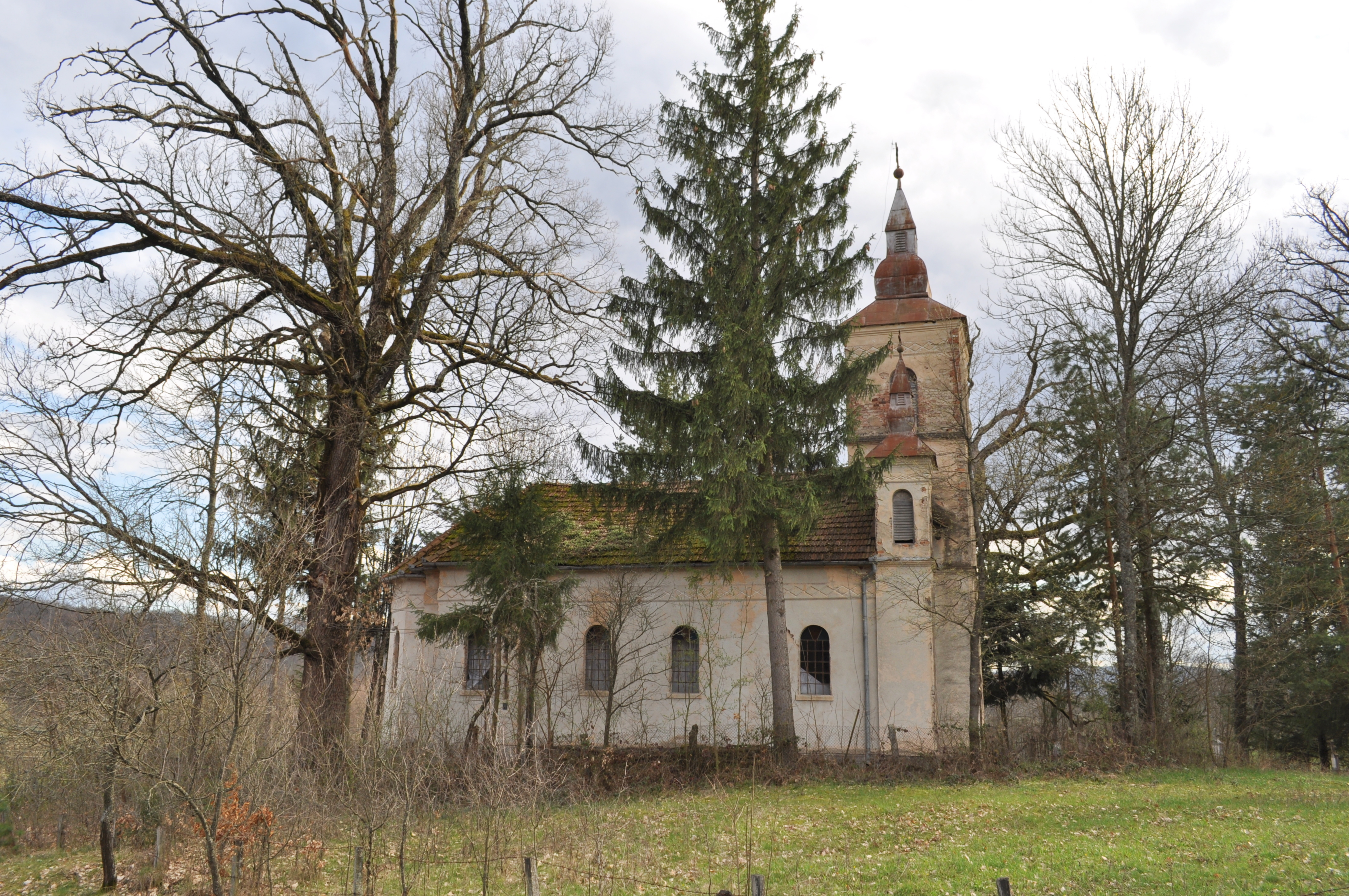
Biserica „Sfinții Arhangheli” din Leauț, comuna Tomești, județul Hunedoara, foto: aprilie 2013.

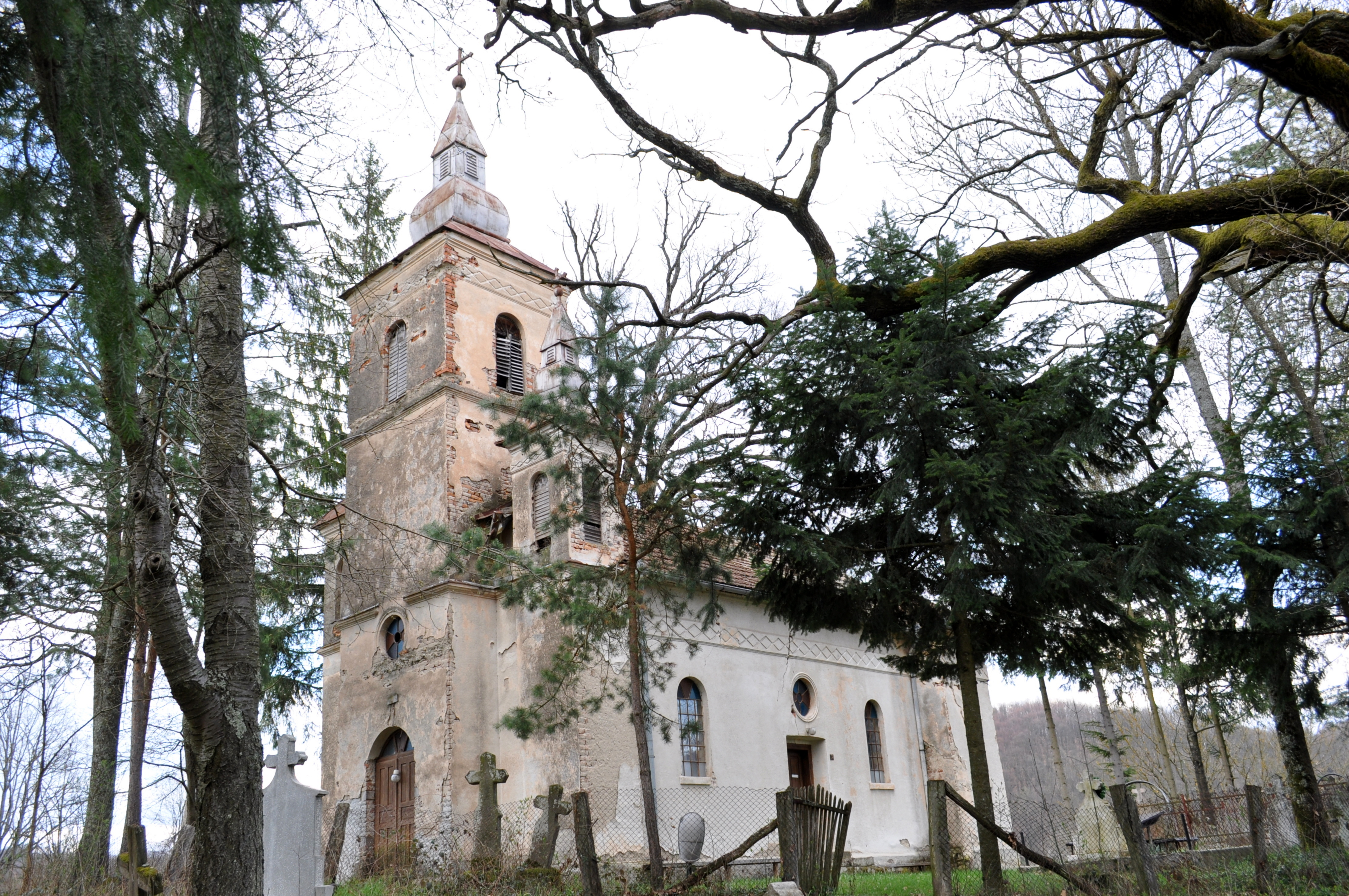
Biserica „Sfinții Arhangheli” din Leauț, comuna Tomești, județul Hunedoara, foto: aprilie 2013.

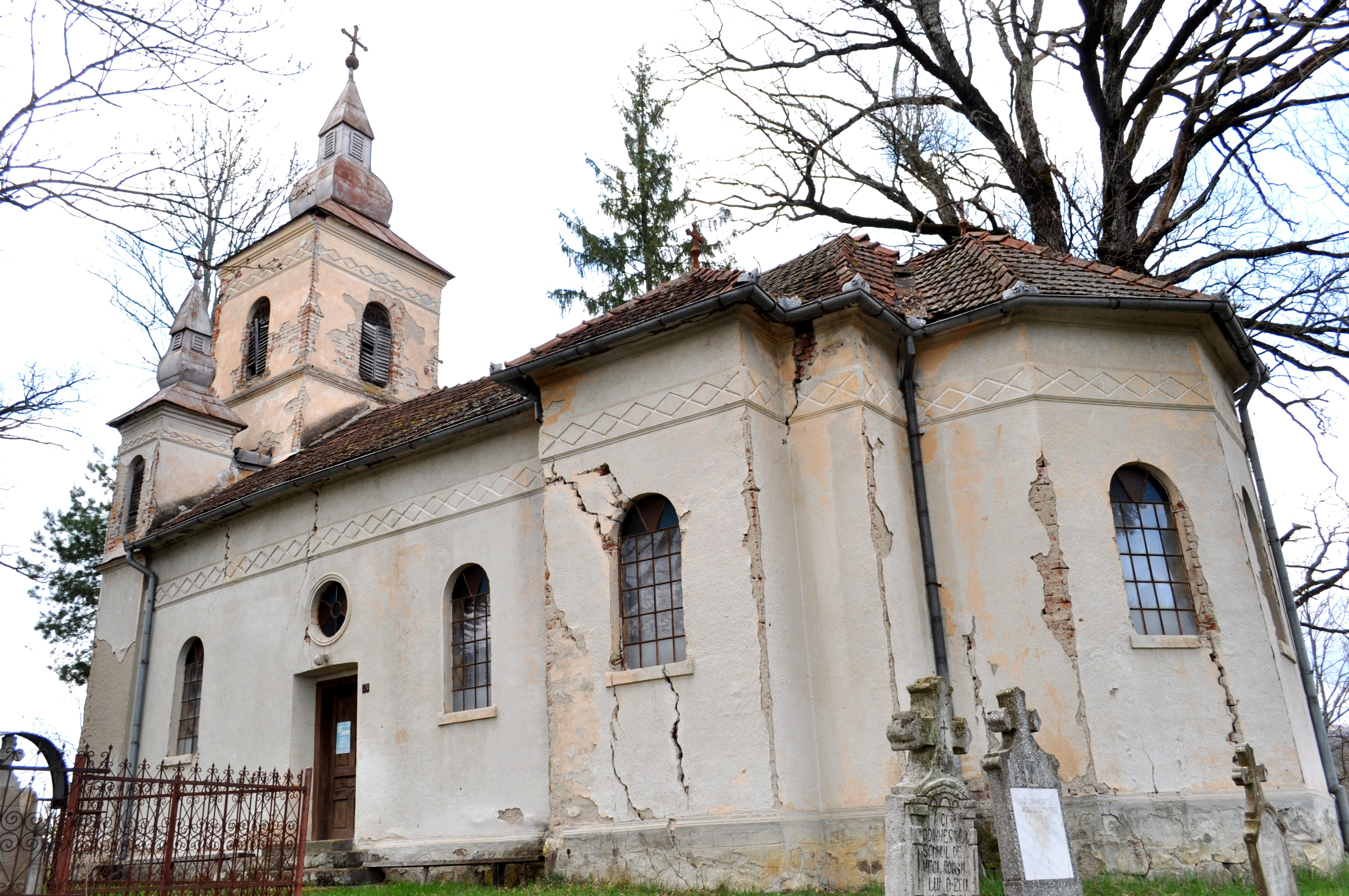
Biserica (sud-est)

Biserica „Sfinții Arhangheli” din Leauț, comuna Tomești, județul Hunedoara a fost construită în anul 1938 pe locul unei vechi bisericuțe de lemn. Figurează pe lista monumentelor istorice 2010, cod LMI HD-II-m-B-03358.

## Imagini din exterior

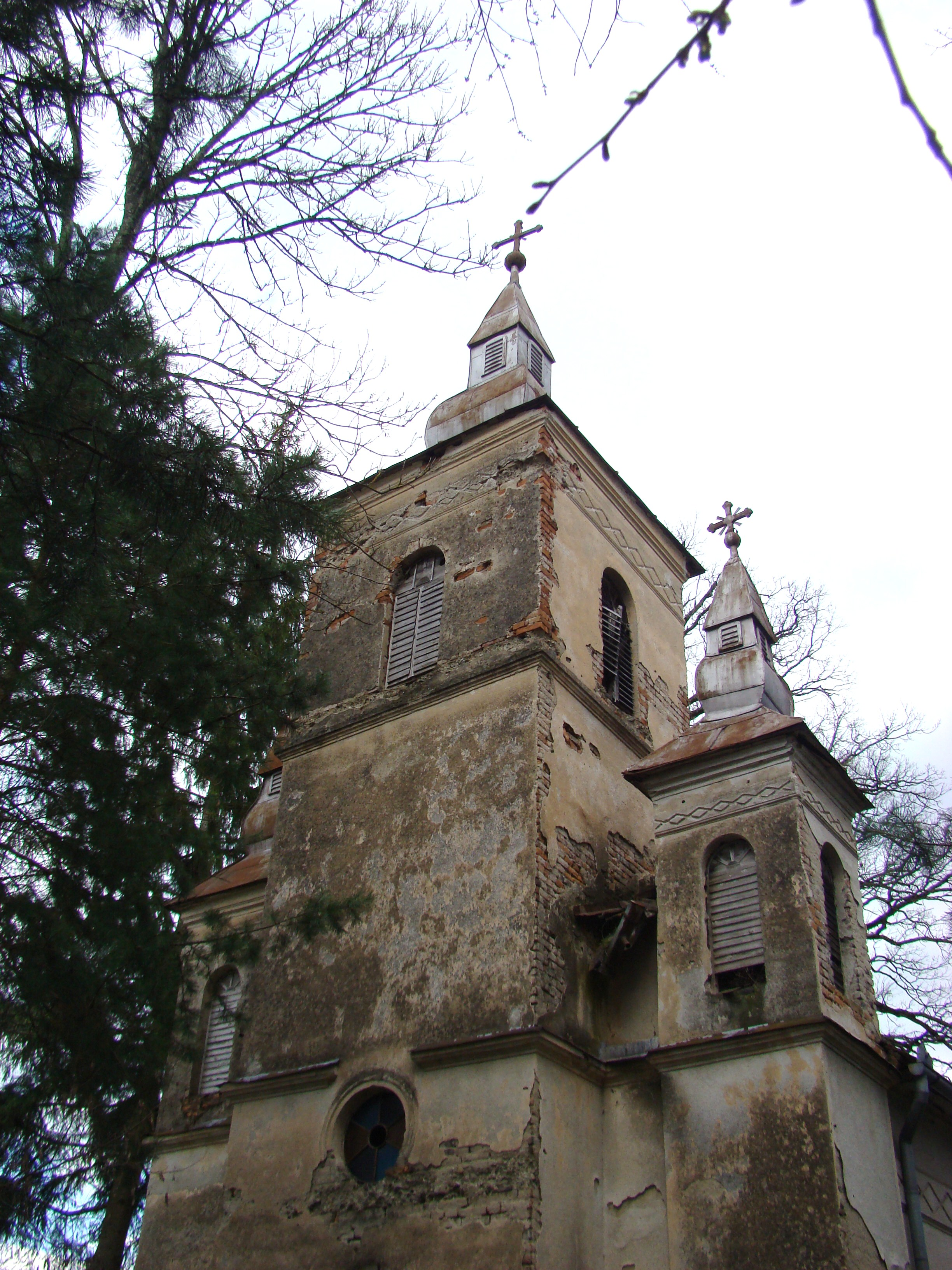
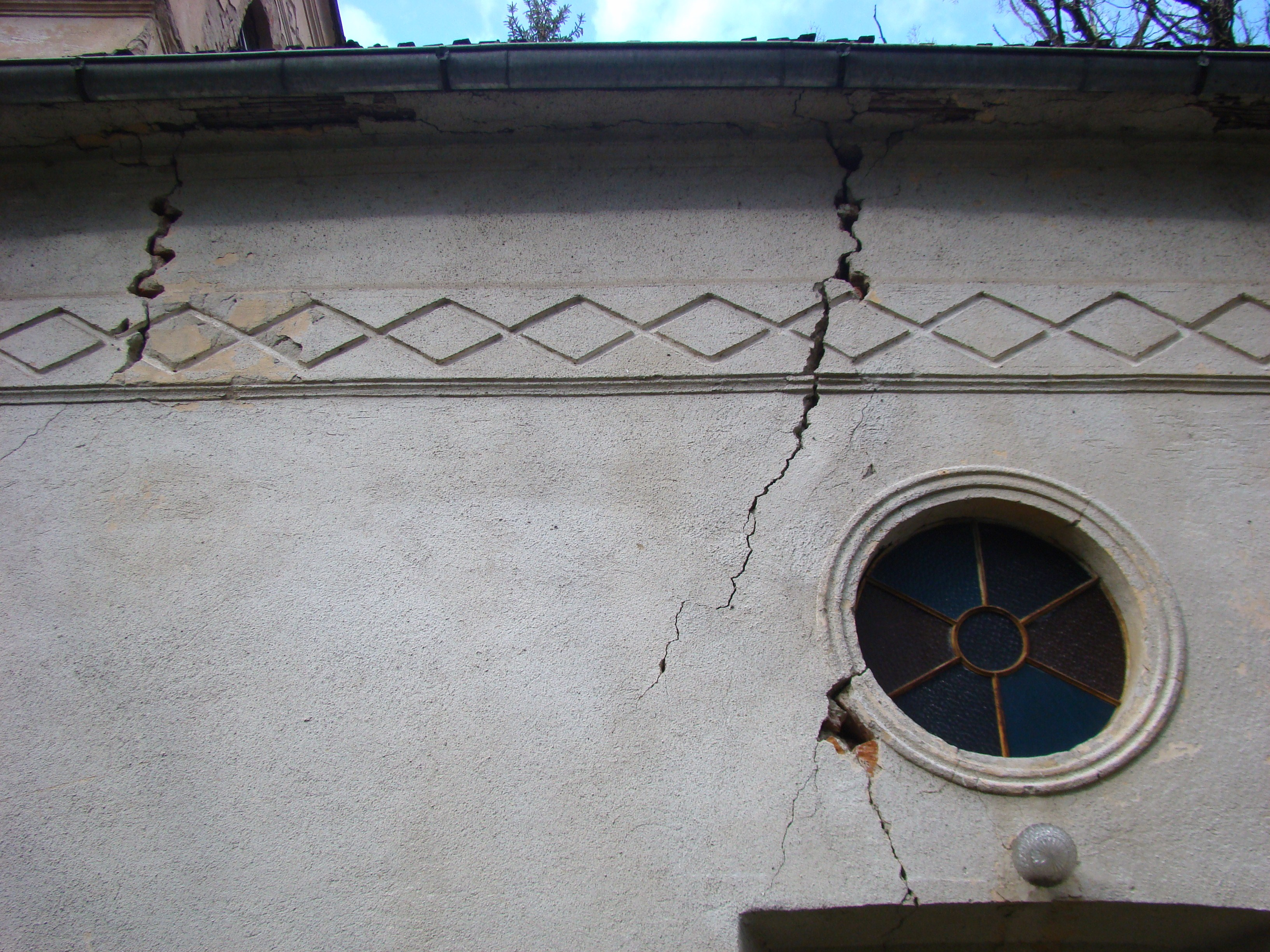
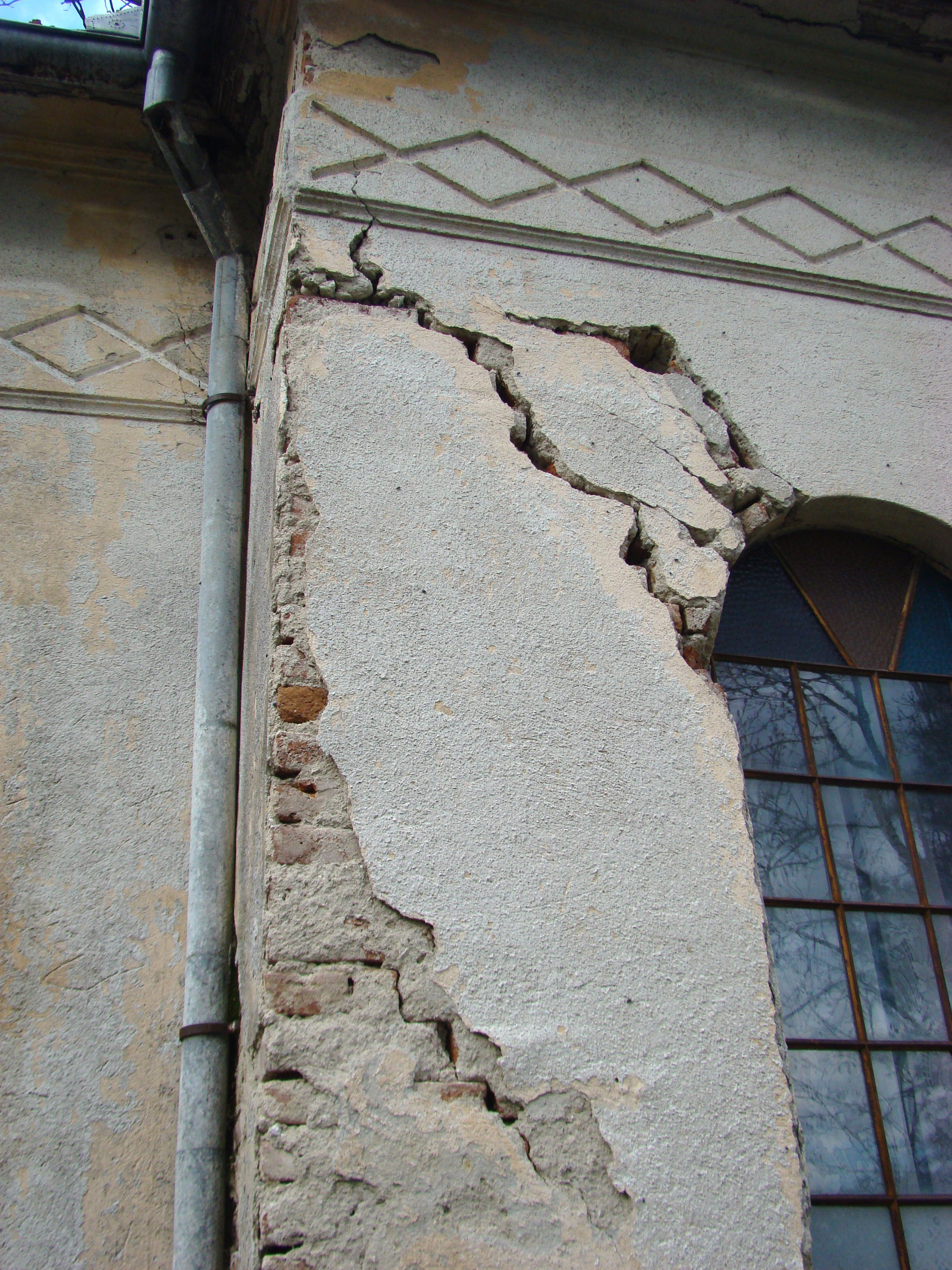
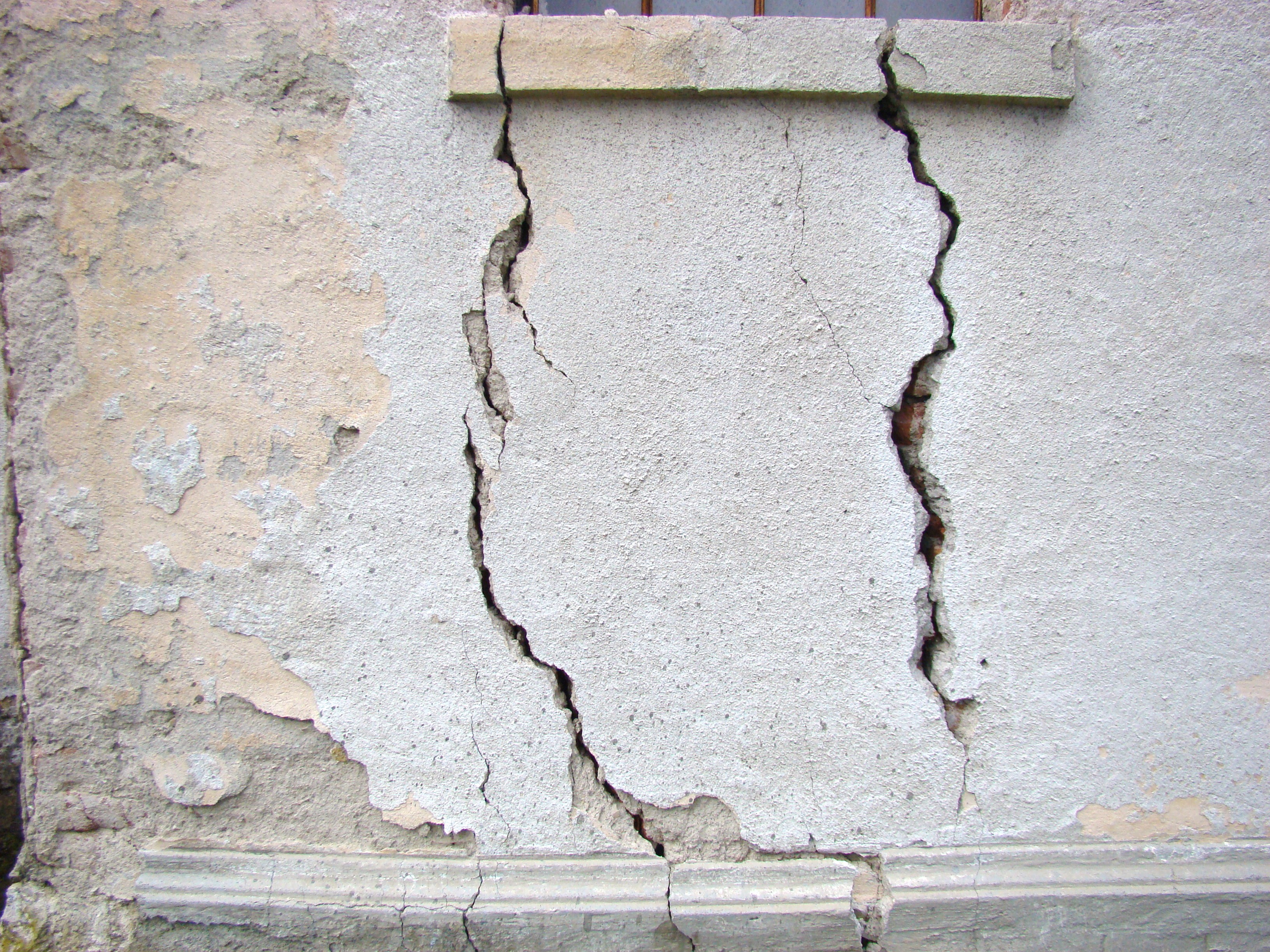
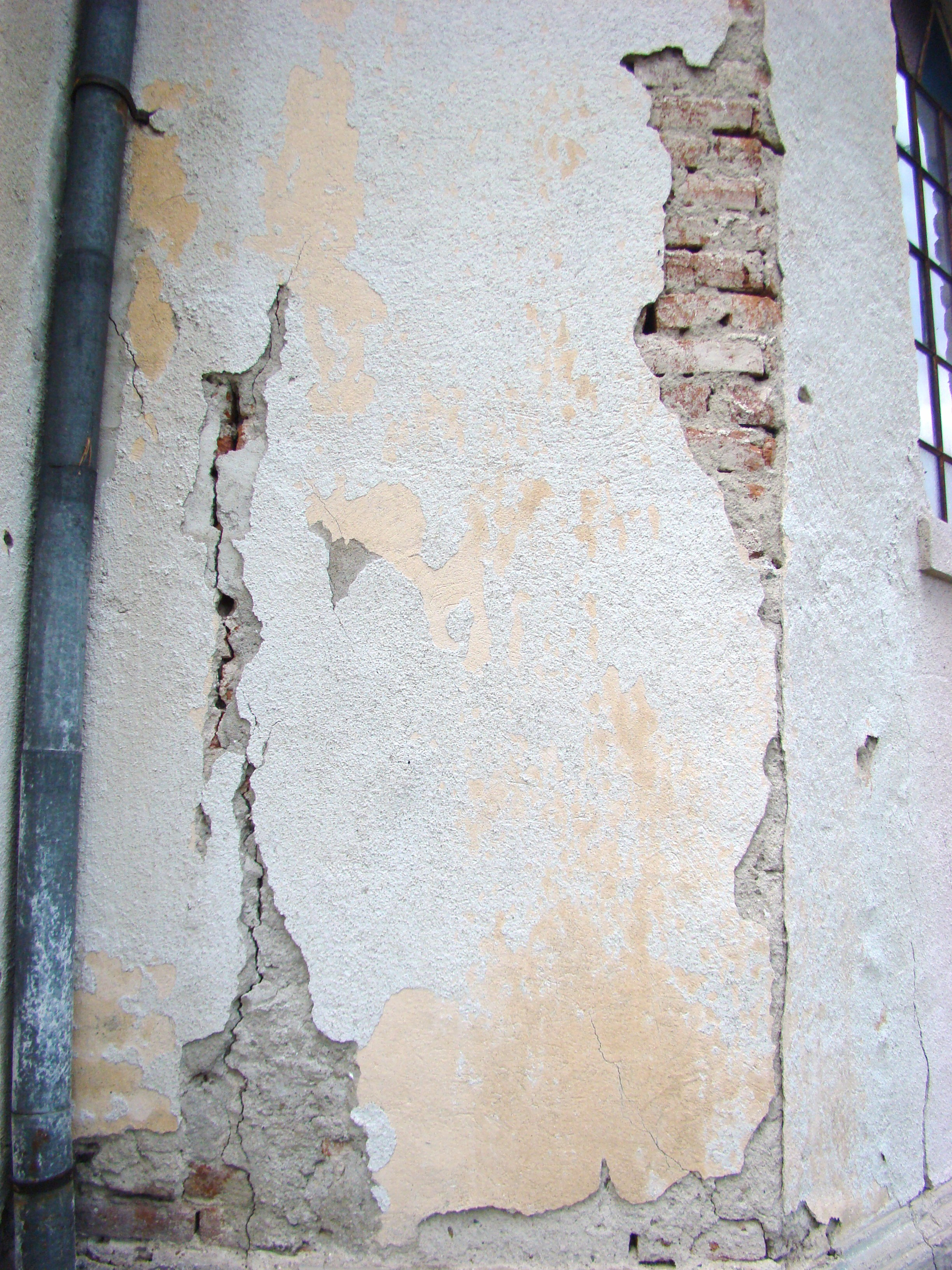
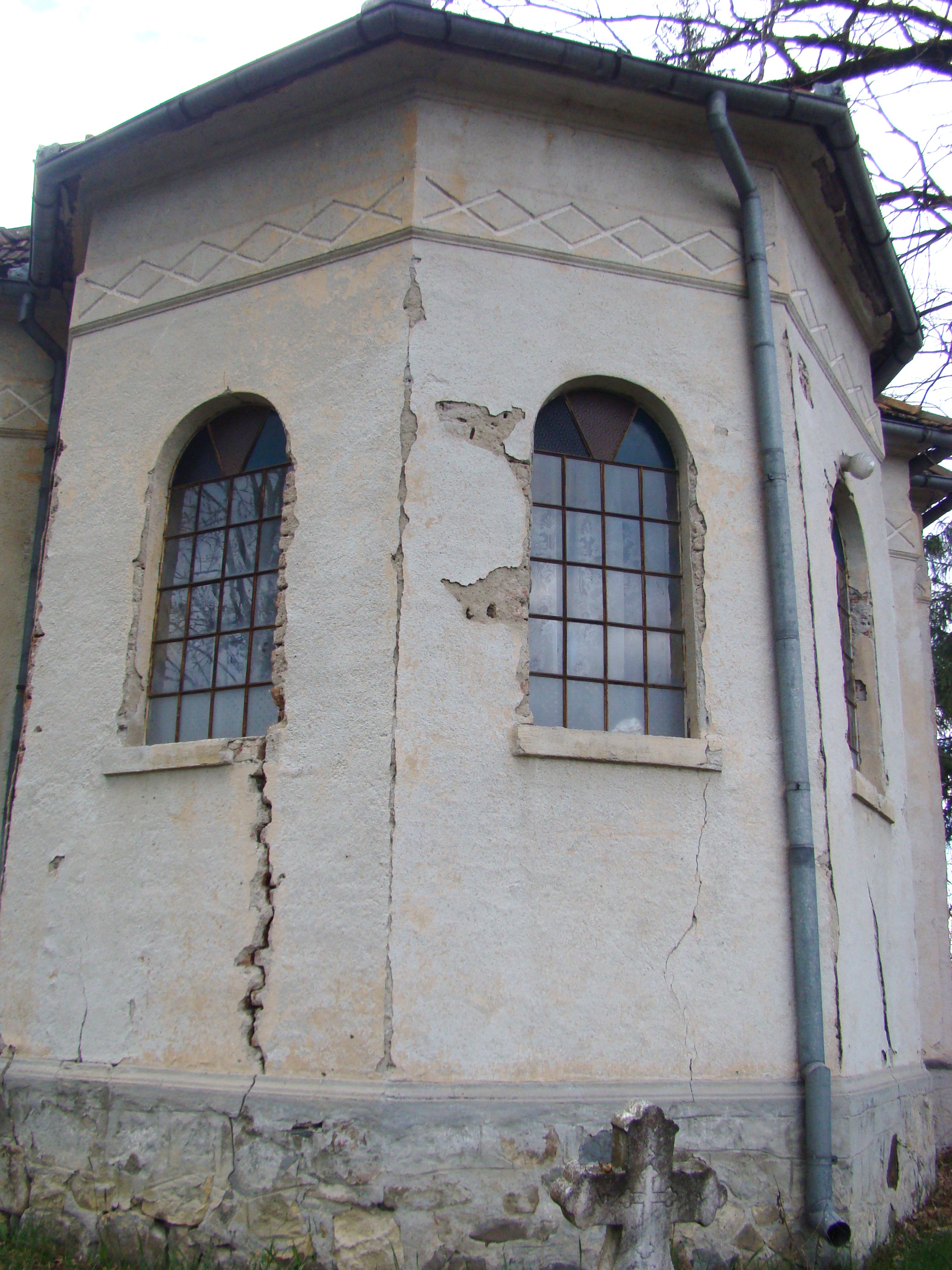
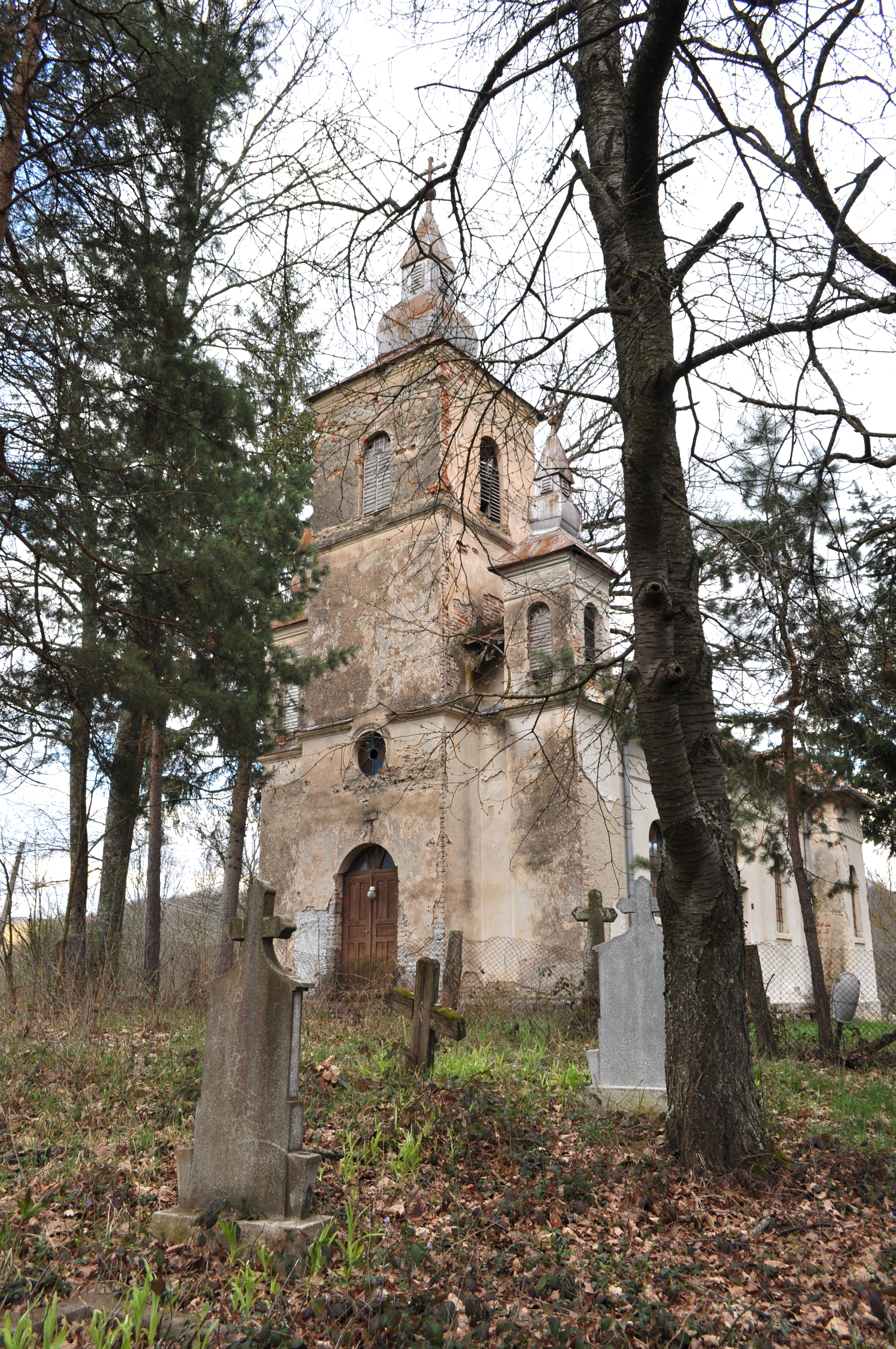
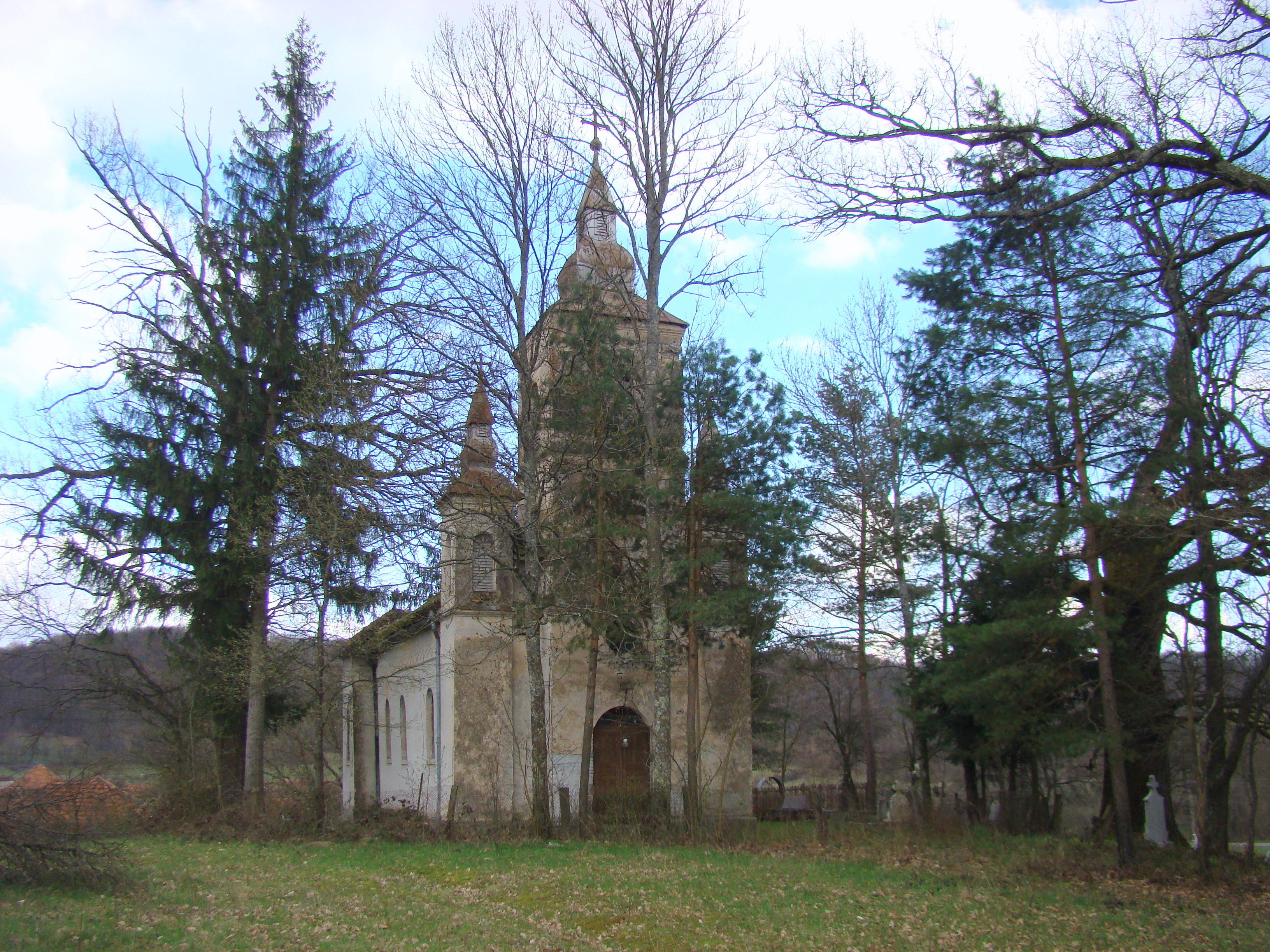
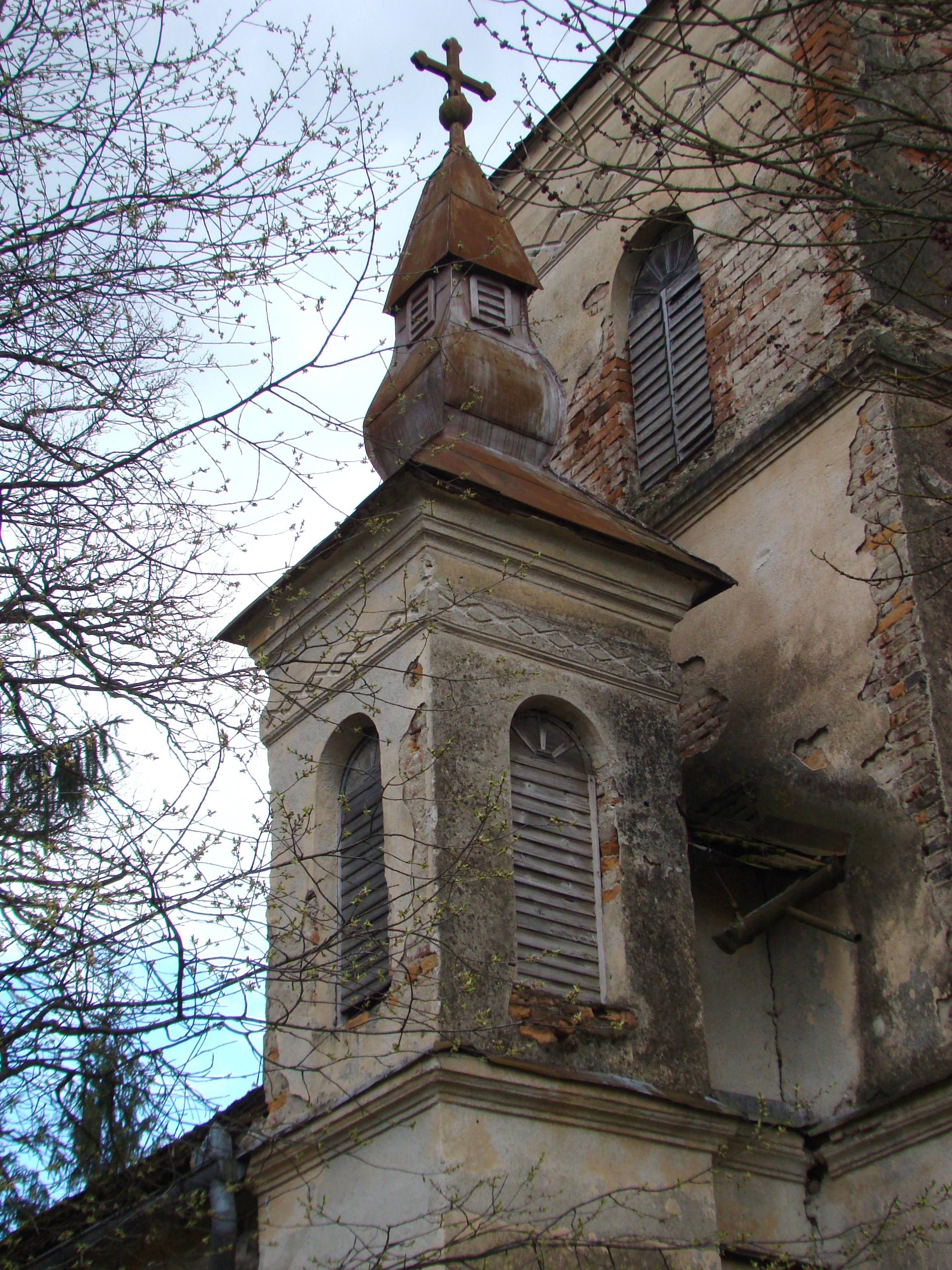
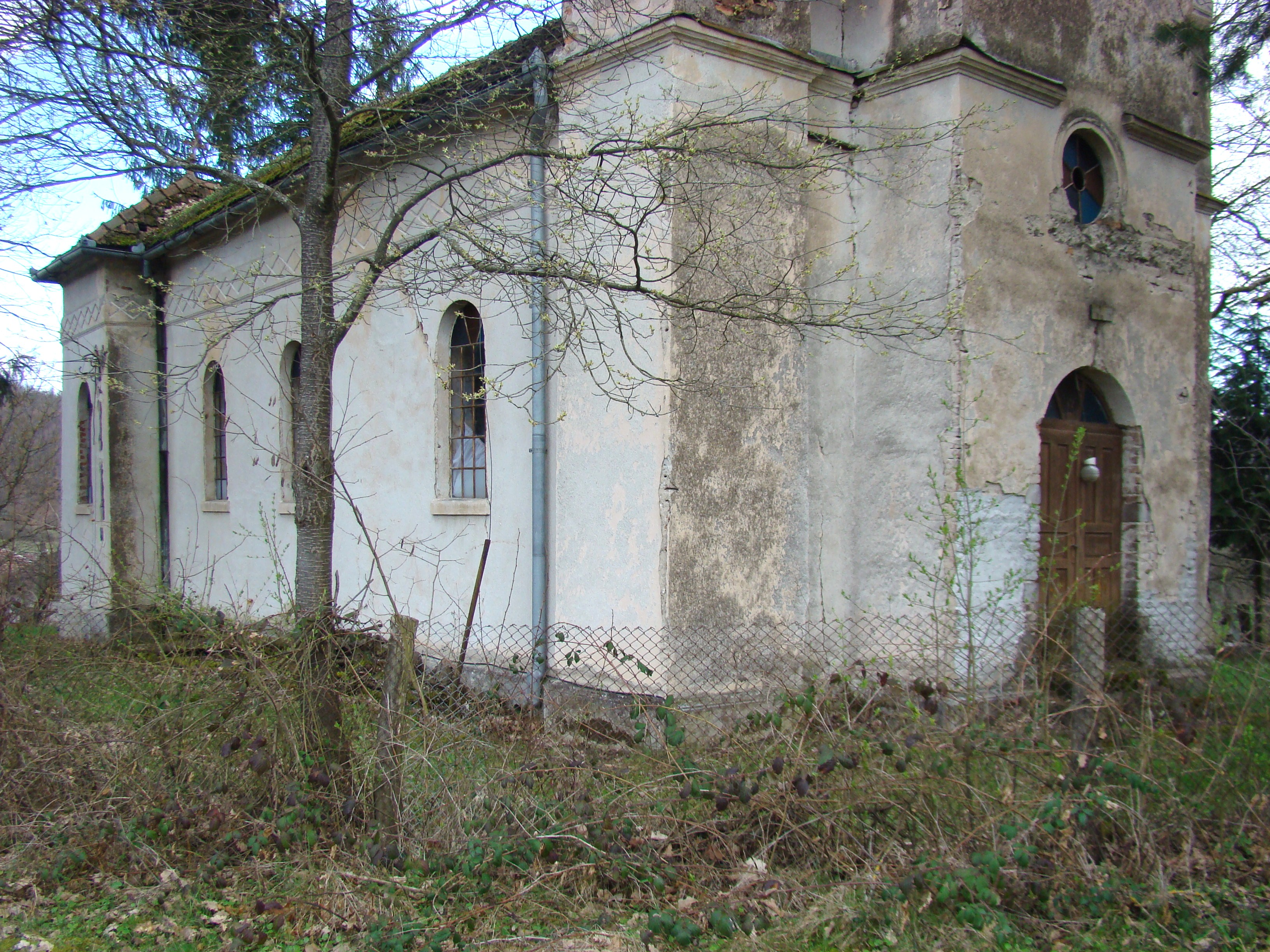
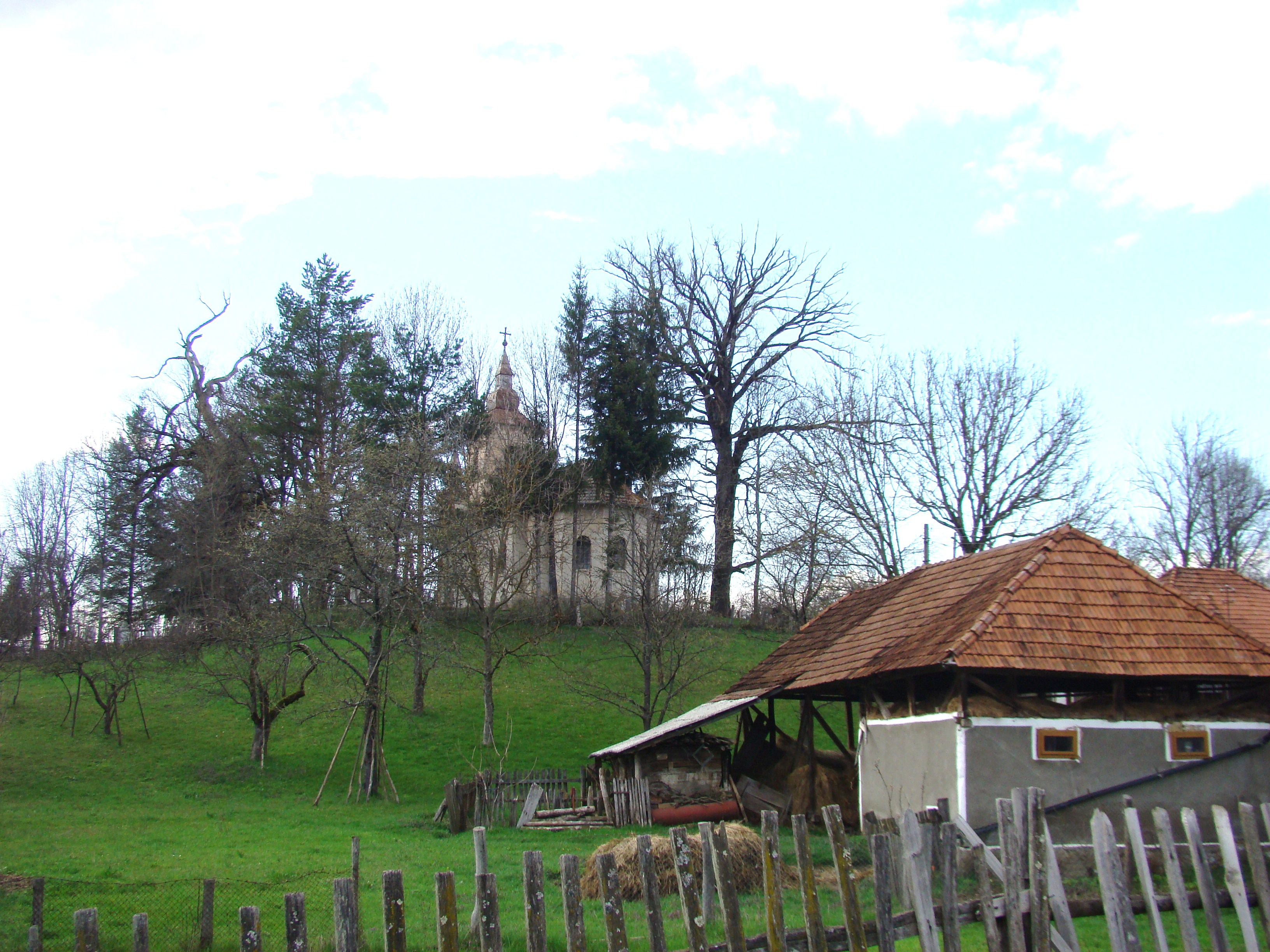
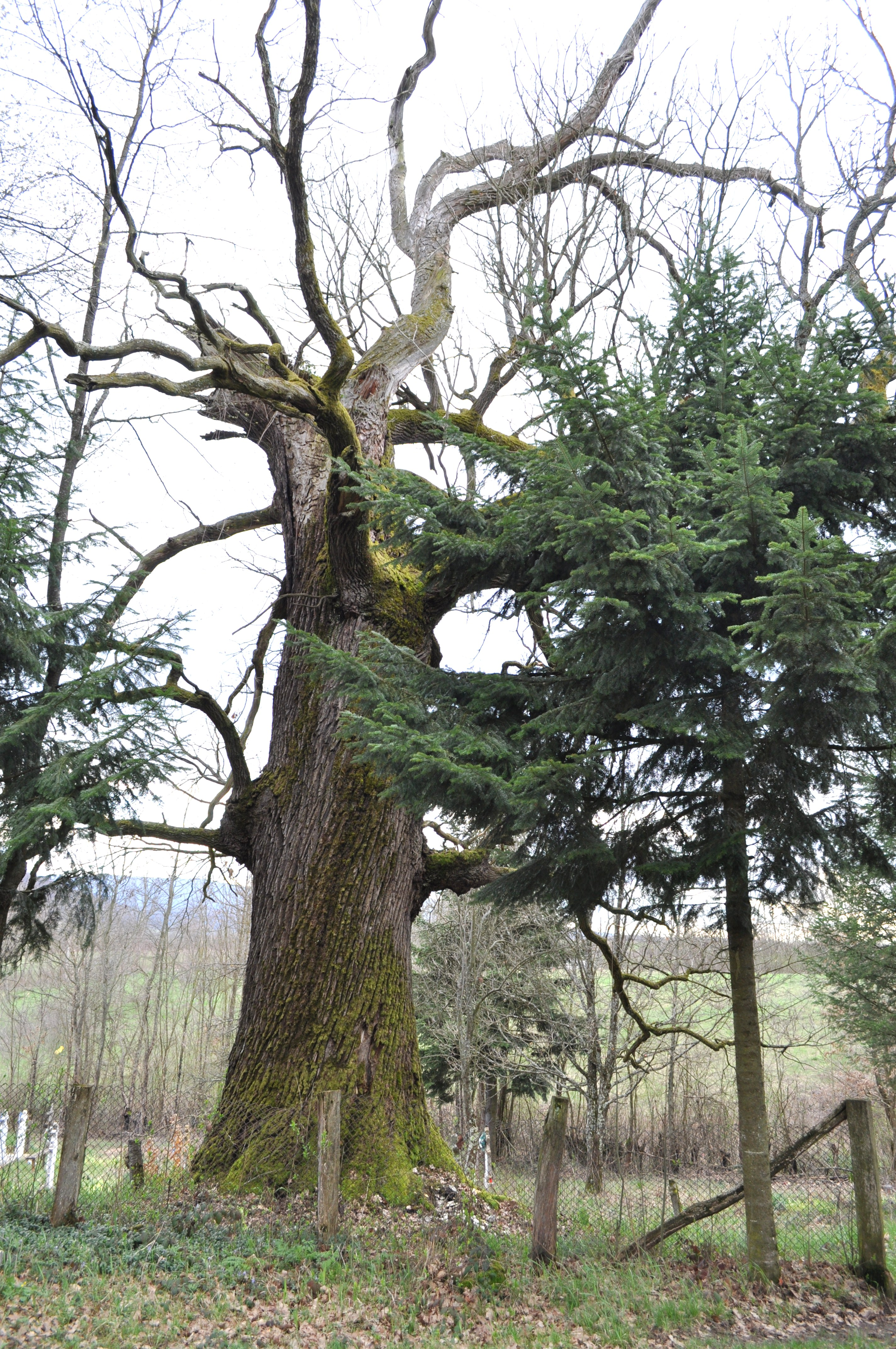
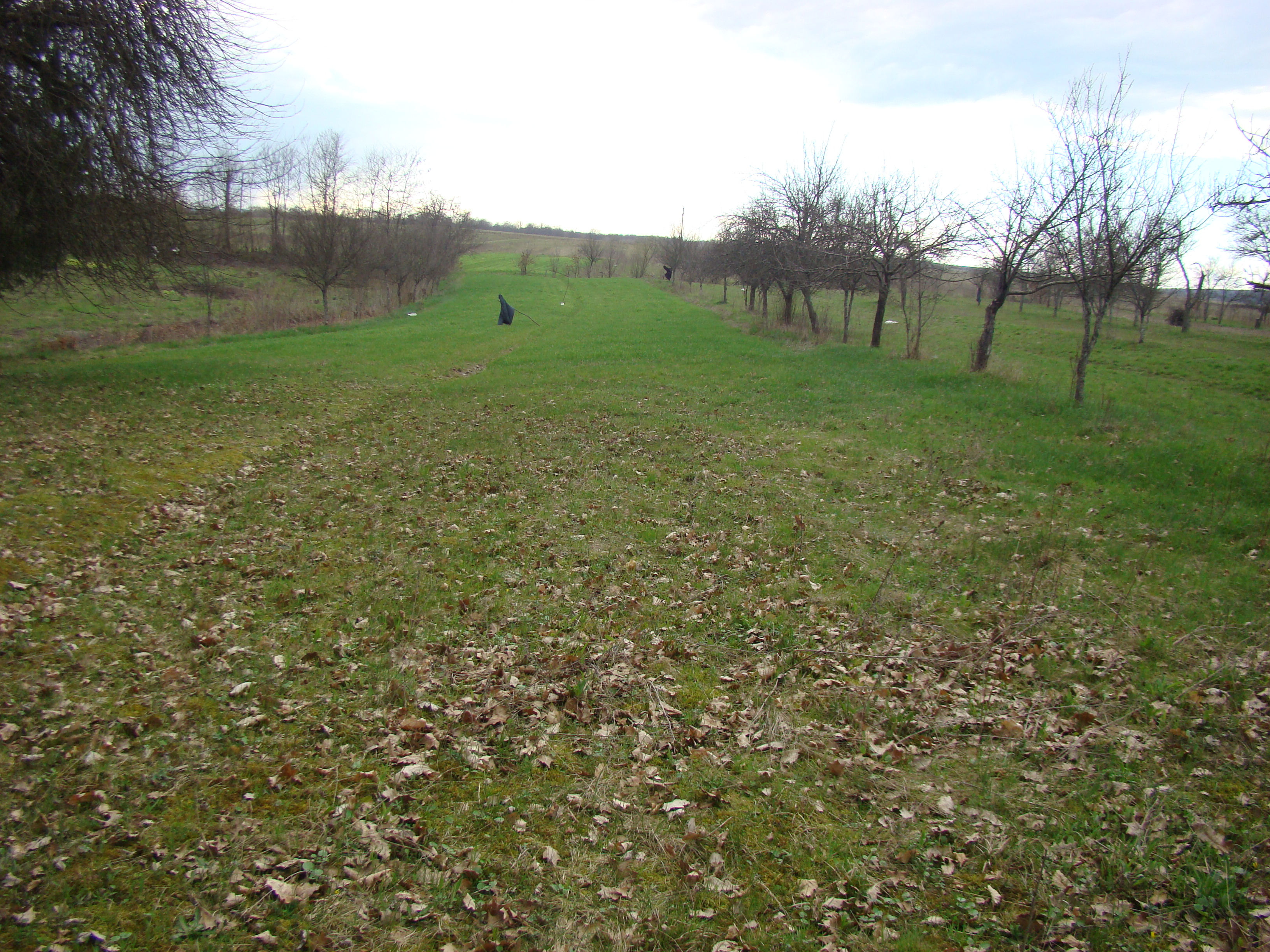
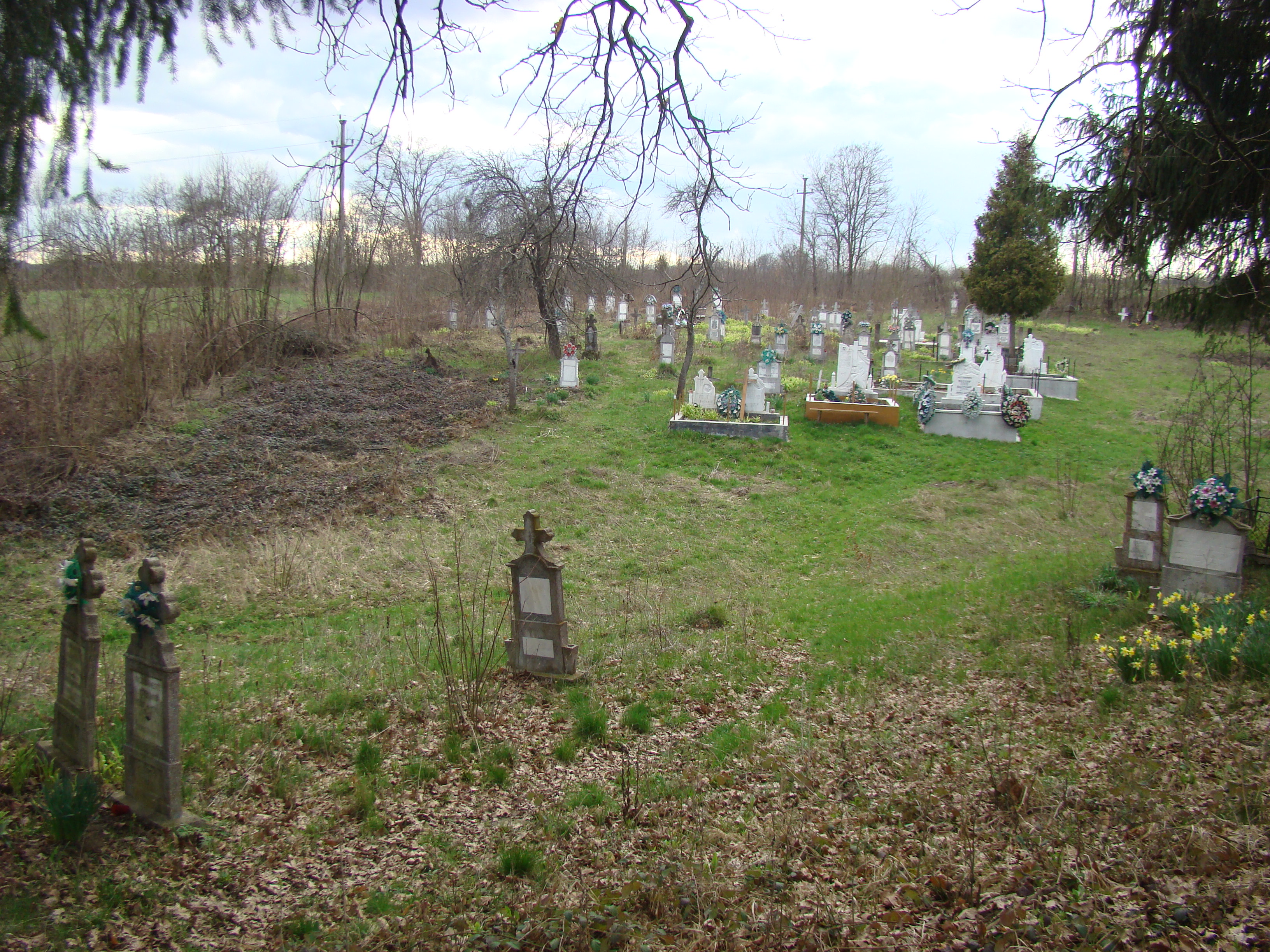
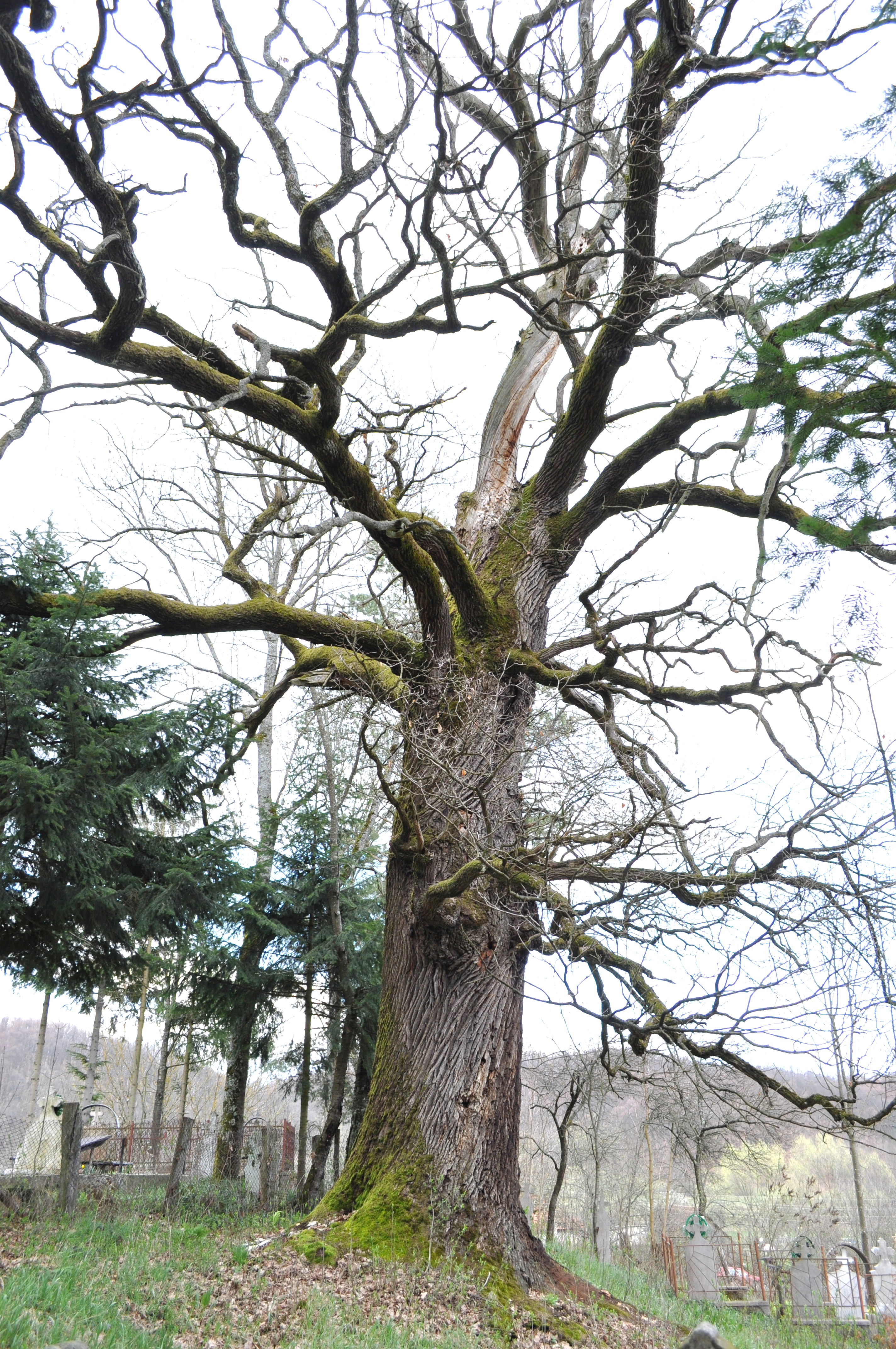

## Istoric și trăsături
Biserica  „Sfinții Arhangheli Mihail și Gavriil” din satul Leauț este un edificiu de plan dreptunghiular, cu absida pentagonală, decroșată, prevăzut cu o clopotniță robustă, ancadrată de două turnulețe zvelte, cu fleșe etajate, învelite în tablă; în rest, s-a folosit țigla. Naosului i s-au adăugat doi umeri laterali, rectangulari. Intrările sunt amplasate pe laturile de sud și de vest. Lăcașul a fost construit intre anii 1938 și 1942, în timpul păstoririi preotului Ioan Leucean, după planurile arhitectului Alexandru Șortan din Brad. Interiorul este împodobit iconografic în perioada 1942-1943, în tehnică mixtă, anume pereții în „frescă”, iar bolta comună și iconostasul în „tempera”; autorul picturii a fost Iulian Toader din Arad. Lăcașul, târnosit în 1943, a succedat unei bisericuțe de „lemn, veche, nesfințită” (potrivit unei descrieri făcute în 1755), închinată „Sfântului Ierarh Nicolae”, menționată în tabelele conscripțiilor din anii 1761-1762 și 1829-1831 și pe harta iosefină a Transilvaniei (1769-1773); deși a fost demolată în 1939, aceasta figurează încă pe lista monumentelor istorice românești. De la aceasta s-a preluat clopotul mic (turnat în 1789), ușile împărătești (zugrăvite în 1838) și câteva frumoase icoane portabile (executate în anii 1731 și 1791); cele de la sfârșitul secolului al XVII-lea sunt semnate de „zugravul Grigorie”. Potrivit unei inscripții dipărute, edificul fusese supus, în anul 1836, unei ample reparații, fiind pictat, cu acel prilej, de un meșter zugrav rămas necunoscut.